# 杉崎里子
杉崎 里子（すぎさき さとこ、1942年12月24日 - 1997年7月20日）は将棋の女流棋士（旧女流棋士番号は7）・女流四段、観戦記者、将棋講座講師。師匠はいない。「和洋裁の店サトコ」を経営するとともに「杉崎里子和洋裁教室」を運営。「和洋裁教室」は、亡くなるまで続けた。大分県北海部郡佐賀関町（後に大分市の一部）出身。

## 略歴

### 将棋との出会い
1942年（昭和17年）12月24日、大分県北海部郡佐賀関町に生まれる。父は杉崎喜蔵、母は正子。生家は、300年続いた老舗の呉服屋「株式会社平野屋」であるが、里子が生まれた時期から昭和30年にかけては、「平野屋」が扱っていた高級呉服は時代にそぐわなくなっていた上に、同業者の負債の肩代わりをしなければならなくなる事態も起き、里子の生家は倒産を余儀なくされた。多感な時代に、実家の没落を体験したが、前向きで明るい性格は生涯変わることがなかった。
岩田学園高等部在籍時には「ミス・コンテスト」に出場し、佐賀関町の大会では優勝したが、長兄の杉崎直彦に「ミス・コンテストは、女性差別につながるから、県大会には絶対に出ないでくれ」と求められ、「町一番の美女」に甘んじる。長兄の友人だった男性と結婚するが、一人娘を産んだ後、体調を崩し、療養生活をおくることになった。それがきっかけとなり、婚家に娘をおいたまま離縁に追い込まれることになる。
いくつかの職を経た後、「得意な裁縫を仕事にしたい」と思い別府女子短期大学（後に別府溝部学園短期大学に改称）の被服科に入学。働きながら学業を続け、卒業にこぎつける。
将棋は、幼い頃に父や兄達や弟と一緒に親しんだ「遊び」だったが、小学校に上がった後、母の正子から「男に交じって、将棋をさすのは、やめなさい」と、駒を捨てられた。それ以降は和歌をこよなく愛し、多芸多才でもあった母の希望通り「娘らしく」茶道・華道・琴・お謡いなどの御稽古事に熱中する生活をおくったが、短大に通っていた時期、教育実習に行くために使っていたバス停のすぐそばに「将棋クラブ」があり指してみると一番強かった。
こののち三ヶ尻武五段に弟子入りし、被服科の授業と将棋双方に情熱を傾ける生活が始まった。

### 女流プロ棋士から観戦記者へ
短大部を出た後研究科を修了し、母校に「助手」として勤務する。「教師」になったのだから「将棋は控えよう」と決意するが、1970年（昭和45年）退職して、「和洋裁の店サトコ」を大分市に開店した後、再び「将棋」の魅力にのめりこむ。
1972年、1973年（昭和47年、48年）と2年連続して「全国女流アマ」準名人となる。1975年（昭和50年）にプロ一級となり、大分県で初の女流プロ棋士となった。短大で助手を務めていた1969年（昭和44年）からは、地元の「大分合同新聞」の将棋欄観戦記者としての活動も始める。将棋は「攻め」が特徴で、おもに居飛車をさし「相手に攻められても、守らず、攻める」棋風だったが、1984年（昭和59年）に現役を引退。「観戦記」の方は、一人一人の長所を必ず見つけ出して対局を論じる「あたたかさ」が特徴だった。「観戦記者」の仕事は、亡くなるまで続けられた。
将棋人としての数々の功績により、1996年（平成8年）11月棋界功労賞を受賞。また、1997年（平成9年）3月には大分合同新聞社賞を受賞するが、同年7月20日午後7時半頃、大分市で開かれた「第五十一期大分合同アマ将棋名人戦」の後、飲食店で関係者と打ち上げをやっていた最中に、突然具合が悪くなって座敷に横になった。病院に運ばれるが、8時半過ぎ病院にて死亡が確認された。誤嚥性肺炎による窒息死だった（発表は肺水腫）。享年54。
死去の直前には、別府に新しく建てられることになっていた「高層マンション」の「高層階」を購入する決断をし、その件を友人に報告する際「私は、空を買うことに決めたのよ」と、話し始めたこともあるらしく、「死の気配など、全く感じられなかった」という。杉崎里子を知る多くの人にとって「受け入れがたい突然の死」だった。
住んでいた大分市内のマンションでは、「杉崎さんは、亡くなる前は、一人で歩いている時は、がっくり肩を落として、寂しそうにしてらっしゃることも多かったんですよ」という目撃談が語られてもいた。

## 人物
幼少時、女性であることを理由に将棋の対戦相手に恵まれなかったことから、1977年に全国に先駆けての子ども棋戦を立ち上げた（主催は大分合同新聞社）。日本将棋連盟主催で子ども棋戦を運営するのはそれから20年後である。
また「大分合同豆棋士将棋大会」や「大分合同県下職域対抗大会」を提案するなど、大分県におけるアマチュア将棋の裾野を広げる役割も果たした。特に、子供が将棋大会に安心して参加できるよう、大会会場を「禁煙」にするなど、細部にまで心遣いをいきわたらせた。
将棋教室でも多くの弟子を育て上げたが、和洋裁教室でも多くの弟子を育てたという。
里子自身は、将棋人として成し遂げた一番困難な仕事は大分県将棋連合会理事長として、1991年（平成3年）に大分県で初めて開催された将棋の最高位を決める「第4期竜王戦」七番勝負第3局の裏方を務めたことだと考えていた。「日本一」を決める大会の対局が大分市で一般の人にも観戦してもらえると決まったが、必ずしも出足はよくなかった。ところが大会当日は、予想以上の人が会場に押し寄せる結果となり感慨無量だったという。
また棋士として著名になってから料亭などに招かれる機会も増えたのち、「たまたま行った料亭で、『見慣れた皿がある』と思って、底を見てみると、『平野屋』と銘が入っている。『うちの皿だったのに』と思うと、悔しくてならなかった。そういうことがあって、『万が一、生活に余裕ができても、家具や食器には、絶対にお金をかけまい』と決めたの」と話していた。

## 昇段履歴
- 1975年09月00日 - 女流1級　=　プロ入り
- 1984年00月00日 - 女流二段、引退
- 1993年00月00日 - 女流三段
- 1997年07月20日 - 死去
- 1997年08月00日 - 女流四段（追贈）